# Нусинов, Анатолий Натанович
Анатолий Натанович Нусинов (1928, Ростов-на-Дону, Донской округ, Северо-Кавказский край — 2000, Ростовская область) — бригадир тракторной бригады Булаевского совхоза Булаевского района Северо-Казахстанской области, Казахская ССР. Герой Социалистического Труда (1957).

## Биография
Родился в 1928 году в Ростове-на-Дону. В 1942 году вместе с родителями эвакуировался в Краснодарский край. Трудился подсобным рабочим, прицепщиком, трактористом в совхозе «Приазовский» Приморско-Ахтарского района. После окончания ремесленного училища работал в Азовской райсельхозхимии. С 1952 года — член КПСС. В 1954 году отправился в Казахстан осваивать целину. В этом же году был назначен бригадиром 1-й тракторной бригады в совхозе «Булаевский» Булаевского района.
За первый год работы бригада под его руководством ввела в севооборот 4800 гектаров земли. В неурожайный 1955 год бригада собрала в среднем с каждого гектара по 8,2 центнера зерновых, заняв передовое место среди хлеборобов Булаевского района. В 1956 году при уборке урожая применили раздельный сбор зерновых, что значительно позволило повысить производительность труда. В последующие два года благодаря этому методу урожайность повысилась с 10 до 21,1 центнера зерновых. Этот метод применялся на 2600 гектарах, что составляло 70 % с общей обрабатываемой площади. На участках, где применялся раздельный способ уборки урожая, было собрано до 27 центнеров зерновых с каждого гектара. По итогам работы в 1956 году было собрано в среднем с каждого гектара по 19 центнеров зерновых и сдано около 450 тысяч пудов зерновых. Указом Президиума Верховного Совета СССР от 11 января 1957 года удостоен звания Героя Социалистического Труда за «особо выдающиеся успехи, достигнутые в работе по освоению целинных и залежных земель, и получение высокого урожая» с вручением ордена Ленина и золотой медали «Серп и Молот» (№ 7291).
В последующем возглавлял отделение совхоза «Булаевский». Отработал в этом совхозе 15 лет и переехал в Свердловскую область, где трудился мастером отдела проката и управляющим районной ремонтно-прокатной базой в городе Богдановичи. С 1971 года — начальник мелиоративно-механизированного отряда Азовского районного производственного объединения по агрохимическому обслуживанию сельского хозяйства.
С 1988 года — персональный пенсионер союзного значения. Умер в 2000 году в Ростовской области.
Награды
- Герой Социалистического Труда
- Орден Ленина
- Заслуженный работник сельского хозяйства Российской Федерации — Указом Президента Российской Федерации «О присвоении почётных званий Российской Федерации работникам сельского хозяйства Ростовской области» от 14 марта 1994 года за «заслуги в области сельского хозяйства и многолетний добросовестный труд»[3].